# Мирзабеков, Андрей Дарьевич
Андре́й Да́рьевич Мирзабе́ков (19 октября 1937, Баку, СССР — 13 июля 2003) — советский и российский биохимик, директор Института молекулярной биологии АН СССР и центра технологии биологических чипов Аргоннской национальной лаборатории, доктор химических наук, заведующий кафедрой молекулярной биофизики факультета физико-химической биологии МФТИ, вице-президент HUGO, академик АН СССР (РАН), автор свыше 300 работ и изобретений.

## Биография
Родился 19 октября 1937 года в Баку.
Мирзабеков учился в Институте тонкой химической технологии им. М. В. Ломоносова. В студенческие годы работал старшим лаборантом в созданном академиком В. А. Энгельгардтом Институте молекулярной биологии (тогда — Институт радиационной и физико-химической биологии АН СССР). Вся его дальнейшая научная жизнь неразрывно связана с ИМБ РАН. В 1973 году он становится заведующим новоорганизованной лаборатории молекулярной организации хромосом (теперь — лаборатория структуры и функции хроматина), а в 1984 году становится директором Института молекулярной биологии, которому в 1988 году присвоили имя создателя и первого директора В. А. Энгельгардта.
Становление А. Д. Мирзабекова как учёного включало многомесячные стажировки в ведущих биологических лабораториях мира — таких, как Лаборатория молекулярной биологии в Кембридже (Великобритания) в 1971 году, Калифорнийский технологический институт в Пасадене (США) в 1975 году, Гарвардский университет (США) в 1975 году. Доктор Уолтер Гилберт, получивший Нобелевскую премию за свою работу по исследованию ДНК во время учёбы в Гарварде, признал, что исследования, которые привели к его награде, были основаны на идеях, вдохновленных визитом Андрея Мирзабекова.
29 декабря 1981 года А. Д. Мирзабеков был избран членом-корреспондентом АН СССР по Отделению биохимии, биофизики и химии физиологически активных соединений. 23 декабря 1987 года он был избран действительным членом АН СССР (с 1991 года — РАН) по Отделению биохимии, биофизики и химии физиологически активных соединений (молекулярная биология).
Был главным редактором журнала «Молекулярная биология».
А. Д. Мирзабеков умер 13 июля 2003 года. Похоронен на Троекуровском кладбище в Москве.

## Награды
- В 1969 году А. Д. Мирзабеков был удостоен Государственной премии СССР за участие в работе по установлению первичной структуры валиновой тРНК (работа выполнена под руководством Александра Александровича Баева).
- В 1981 году его заслуги были отмечены орденом Трудового Красного Знамени.
- В 1999 году с формулировкой «за большой вклад в развитие отечественной науки, подготовку высококвалифицированных кадров и в связи с 275-летием Российской академии наук» А. Д. Мирзабеков был награждён орденом Почёта[5].
- За цикл работ «Структурно-функциональные исследования ДНК и комплексов ДНК с белками и низкомолекулярными лигандами» Российская академия наук в 1999 году присудила А. Д. Мирзабекову Золотую медаль имени В. А. Энгельгардта[2].
- В 2004 году награждён орденом Почётного легиона — одной из высших наград Французской Республики (посмертно)[6]. Награду посол Франции Жан Кадэ вручил его вдове — Наталье Владимировне.